# Tillandsia violascens
Espèce
Classification phylogénétique
Tillandsia violascens Mez est une espèce de plantes à fleurs de la famille des Bromeliaceae.
L'épithète violascens signifie « tirant sur le violet » et se rapporte au coloris du feuillage.

## Protologue et Type nomenclatural
Tillandsia violascens Mez in C.DC., Monogr. Phan. 9: 797, n° 158 (1896)
Diagnose originale :
« statura conspicua ; foliis rosulatis, non nisi minute sub lente lepidoto-punctulatis ; inflorescentia densissime subelongateque thyrsoideo-panniculata[sic] ; spicis subflabellatis, haud ultra 4-floris, superioribus bracteas primarias subaequantibus ceteris iis brevioribus ; bracteolis florigeris sepala superantibus ; floribus erectis ; sepalis subaequaliter basi minute connatis. »
Type : : leg. Mandon, n° 1174, 1861-08 ; « Bolivia, vic. Sorata in monte Chitiera, alt. 2 700 m. » ; Herb. Mus. Brit., Paris.
- leg. Mandon, n° 1174, 1861-08 ; « Bolivia. La paz. Laraceja. Vic. Sorata, monte Chilieca, super arbores, 2700 m. » ; Isotypus GH (Gray Herbarium) (GH 29461)

## Synonymie
(aucune)

## Écologie et habitat
- Typologie : plante vivace herbacée ; épiphyte[1],[2].
- Habitat : forêt nuageuse[2].
- Altitude : 2700-3500 m[2].

## Distribution
- Amérique du sud :
  -  Bolivie[1],[2]
  -  Pérou[2]